# Inocent XIII.
Inocent XIII., lat. Innocentius PP. XIII. (Poli, Palestrina, 13. svibnja 1655. –  Rim, 7. ožujka 1724.) rođen kao Michelangelo dei Conti, 244. poglavar Katoličke Crkve, papa od 8. svibnja 1721. do smrti 1724.

## Raniji život
Michelangelo dei Conti rodio se 13. svibnja 1655. u malom mjestu Poliu kraj Palestrine, kao drugo dijete Carla II. Contia, vojvode od Polia i Isabelle, rođene Monti. Njegova obitelj potječe od obitelji dei Conti di Segni, koja je dala Crkvi trojicu papa: Inocenta III., Grgura IX. i Aleksandra IV., te devetoricu kardinala. Osnovno obrazovanje je stekao u Anconi, pod skrbništvom svoga strica kardinala Giovannia Nicole Contia (1617. – 1698.), biskupa Ancone. Školovanje nastavlja u Rimu na isusovačkom kolegiju (Collegio Romano) a potom na Sveučilištu La Sapienza u Rimu, gdje stječe doktorate iz kanonskog i građanskog prava. Po završetku školovanja Mihelangelo je zaređen za svećenika i vrlo brzo ulazi u Kuriju. Godine 1691. imenovan jej guvernerom Ascolia, a godinu dana kasnije i guvernerom Frosinonea. Od 6. svibnja 1693. je guverner Viterba, gdje je nakon snažnog potresa 1695. sudjelovao u obnovi srušenih i oštećenih objekata i cesta. Papa Inocent XII. imenuje ga 16. lipnja 1695. naslovnim nadbiskupom Tarsa i šalje za nuncija u Švicarsku, a od 1698. obnaša istu dužnost u Portugalu. Papa Klement XI. imenuje ga 7. lipnja 1706. kardinalom, a 1709. dodjeljuje mu biskupiju Osimo. Tri godine kasnije 1712. na čelu je nadbiskupije Viterbo i Toscanella. Obnašao je i dužnost kamerlenga Kardinalskog zbora, te je bio prefekt Kongregacije za granice. Zbog teške bolesti odstupio je s nadbiskupske stolice u Viterbu i Toscanelli 14. ožujka 1719. godine.

## Izbor za papu
Dana 19. ožujka 1721. umro je papa Klement XI. Kardinal Conti sudjeluje u konklavi koja je započela s izborom pape 31. ožujka 1721. godine. Okupila su se pedeset šestorica od šezdeset osam kardinala. Odmah na početku veliki broj glasova osvojio je kardinal Fabrizio Paolucci (1651. – 1726.), državni tajnik Klementa XI., nakon čega je bečki dvor stavio veto na njegov izbor i onemogućio mu da bude izabran za papu. Kardinal Conti od prvog kruga dobiva po dva glasa. Konklave su potrajale do 8. svibnja kada je u sedamdeset petom krugu glasovanja, gotovo jednoglasno, s pedeset tri glasa izabran kardinal Conti. Odabrao si je ime Inocent XIII. u čas svome prethodniku Inocentu III.,  koji je također bio član obitelji Conti. 

## Pontifikat
Po preuzimanju služe za državnog tajnika je potvrdio kardinala Paoluccia, koji je tu dužnost obavljao i za prethodnog papu.  Iako je Papa slovio kao izvrstan diplomat, vrlo pobožan, inteligentan i uljudan, njegova kratka vladavina je pokazala koliko je papinstvo postalo politički slabo. Da bi smirio napetosti koje je naslijedio od prethodnika, Inocent XIII. je 1722. predao caru Karlu VI. (1711. – 1740.) Napulj i Siciliju, iako je to bila samo formalna stvar, jer je Car već bio zaposjeo ta područja. Prema isusovcima se odnosio netolerantno, s puno nepovjerenja. Prijetio je i ukidanjem Reda, ako ne poslušaju naredbe pape Klementa XI. iz bule „Unigentius“ o zabrani kineskih običaja u liturgiji. Kao i njegov prethodnik, Papa je novčano pomagao engleskog pretendenta Jamesa Francisa Stuarta, sina svrgnutog katoličkog kralja Jamesa II., te mu čak obećao dati 100.000 dukata, u slučaju da mu ponude povratak engleske krune vojnim putem. Također je novčano pomagao Mletačku Repuliku, te posebno Maltu u borbi protiv Turaka. U svom pontifikatu Inocent XIII. imenovao je samo tri kardinala, među kojima i svoga brata Bernarda Mariu Contia (1664. – 1730.).
Već u drugoj godini pontifikata Papino se zdravlje znatno pogoršalo. Bolovao je od kronične bolesti bubrežnih kamenaca od čega je trpio velike bolove. Papa Inocent XIII. umro je ujutro 7. ožujka 1724. nakon 34 mjeseca pontifikata i u 69. godini života. Mnogi kroničari su njegov pontifikat opisali u samo dvije riječi: prosperitetan i jednoličan.